# Burn Up W
Burn Up W (バーン ナップ W) — аніме, зняте Хіросі Неґісі в 1996 році. Головні герої входять до складу загону спеціального призначення під назвою «Воїни».

## Сюжет
Поліція Токіо часто не в змозі впоратися зі злочинністю, і тоді на допомогу приходить спеціальний поліцейський загін під назвою «Воїни». Основними співробітниками його є Ріо Кінэдзоно, Мая Дзінґу та Ліліка Ебэтт.

## Персонажі
Ріо Кінедзоно (яп. 利緒) — головна героїня аніме. Володіє навичками рукопашного бою. Витрачає багато грошей на свій одяг.
Сейю: — Юка Імаі
Мая Дзінґу (яп. 真弥) — член загону «Воїнів», снайпер. Мая фанат вогнепальної зброї. Мріє стати найманцем.
Сейю: — Мая Окамото
Ліліка Ебэтт (яп. リリカ) — комп'ютерний експерт. Вона таємно займається розробкою комп'ютерних вірусів.
Сейю: — Сакура Танґе
Нанвел Кендлстік (яп. ナンベル) — конструктор зброї. Розробляє бойового андроїда. Створює зброю для Ріо та Майї.
Сейю: — Юрі Амано
Макі Кавасакі (яп. マキ) — лідер загону. Незважаючи на посаду має почуття гумору. Намагається бути розважливою.
Сейю: — Юміко Сібата
Юдзі Нару (яп. ユージ) — водій в загоні. Закоханий в Ріо.
Сейю: — Рьотаро Окіаю

## Список епізодів
- Case 1: Skin Dive (яп. スキンダイヴ, Sukin Daibu)
- Case 2: the Virtual Idol (яп. 電脳アイドル捜せ, Den-nou aidoru Sagase)
- Case 3: Policetown Assault - Act 1 (яп. ポリスタウン強襲-Act-1, Porisutaun Kyousyuu-Akuto-1)
- Case 4: Policetown Assault - Act 2 (яп. ポリスタウン強襲-Act-2, Porisutaun Kyousyuu-Akuto-2)